# Svart eld
Svart eld är en fantasyroman av Christina Brönnestam, utgiven 2000.

## Handling
Den handlar om pojken Jarga som är ensam, envis och mobbad. Han är smedlärling åt sin avskydde fosterfar Sahrne, men båda är flyktingar i främmande land och har de bara varandra att ty sig till. Helt oväntat dräper Jarga sin fosterfar. Detta driver honom ut på vägarna, på flykt från sitt förflutna och det som lurar inom honom. Vid bältet hänger enda arvet efter Sahrne – en dolk av sällsynt skönhet.